# Peraleda de la Mata
Peraleda de la Mata là một đô thị trong tỉnh Cáceres, Extremadura, Tây Ban Nha. Theo điều tra dân số 2005 (INE), đô thị này có dân số là 1521 người.
39°51′B 5°28′T / 39,85°B 5,467°T